# Stacked Cards
Stacked Cards est un film muet américain réalisé par Thomas H. Ince et Scott Sidney, sorti en 1914.

## Fiche technique
- Réalisation : Thomas H. Ince, Scott Sidney
- Scénario : Thomas H. Ince et Richard V. Spencer, d'après leur histoire
- Date de sortie : États-Unis : 4 septembre 1914

## Distribution
- Tom Chatterton
- Gladys Brockwell
- Frank Borzage
- Charles Swickard